# Haziq Kamarudin
Haziq Kamarudin (* 6. März 2001 in Singapur), mit vollständigen Namen Muhammad Haziq bin Kamarudin, ist ein singapurischer Fußballspieler.

## Karriere

### Verein
Haziq Kamarudin erlernte das Fußballspielen in der Schulmannschaft der Meridian Secondary School sowie in der Juniorenmannschaft des Erstligisten Lion City Sailors. Seinen ersten Vertrag unterschrieb er am 24. Februar 2023 bei dem Erstligisten Young Lions. Die Young Lions sind eine U23-Mannschaft, die 2002 gegründet wurde. In der Elf spielen U23-Nationalspieler und auch Perspektivspieler. Ihnen soll die Möglichkeit gegeben werden, Spielpraxis in der ersten Liga zu sammeln. Sein Erstligadebüt gab Haziq Kamarudin am 25. Februar 2023 (1. Spieltag) im Auswärtsspiel gegen Albirex Niigata (Singapur). Bei der 3:0-Niederlage wurde er in der 76. Minute für Andrew Aw eingewechselt. Nach einer Spielzeit wechselte er zum ebenfalls in der ersten Liga spielenden Albirex Niigata (Singapur). Der Verein ist ein Ableger des japanischen Vereins Albirex Niigata.

### Nationalmannschaft
Haziq Kamarudin spielt seit 2023 in der singapurischen U23-Nationalmannschaft.